# Sender Wuppertal-Königshöhe
Der Sender Wuppertal-Königshöhe ist eine Sendeanlage des Westdeutschen Rundfunks. Er befindet sich auf dem Kiesberg bei der Königshöhe, einer Ortslage südwestlich der Elberfelder Innenstadt, auf einer Anhöhe innerhalb eines Waldstückes. Als Antennenträger dient ein freistehender Stahlfachwerkturm.
Von hier werden große Teile Wuppertals mit digitalem Rundfunk versorgt. Früher strahlte diese Sendeanlage auch analoges Fernsehen (ARD auf Kanal 6) aus, das mit der Inbetriebnahme von DVB-T im Raum Wuppertal am 29. Mai 2006 eingestellt wurde.

## Frequenzen und Programme

### Digitaler Hörfunk (DAB)
DAB beziehungsweise der Nachfolgestandard DAB+ wird in vertikaler Polarisation und im Gleichwellenbetrieb mit anderen Sendern ausgestrahlt.
| Block                        | Programme (Datendienste) | ERP (kW) | Antennen- diagramm rund (ND), gerichtet (D) | Polarisation horizontal (H)/ vertikal (V) | Gleichwellennetz (SFN) |
| ---------------------------- | --- | -------- | ------------------------------------------- | ----------------------------------------- | --- |
| 11D Radio für NRW (D__00236) | - 1 Live (88 kbps) - 1 Live diggi (88 kbps) - WDR 2 Rhein-Ruhr (RR) (88 kbps) - WDR 2 Ostwestfalen-Lippe (OW) (88 kbps) - WDR 2 Südwestfalen (SW) (88 kbps) - WDR 3 (120 kbps) - WDR 4 Rhein-Ruhr (RR) (88 kbps) - WDR 4 Ostwestfalen-Lippe (OW) (88 kbps) - WDR 4 Südwestfalen (SW) (88 kbps) - WDR 5 (88 kbps) - WDRcosmo (80 kbps) - WDR Maus (80 kbps) - WDR Event (56 kbps) - WDR EPG (8 kbps) - ARD TPEG (16 kbps) | 1        | ND                                          | V                                         | - Region Aachen: Aachen (Stolberg-Donnerberg), Eifel (Dahlem-Bärbelkreuz) - Bergisches Land: Engelskirchen (Hohe Warte), Gummersbach (Kerberg), Remscheid (Hohenhagen), Wuppertal (Auf der Königshöhe) - Rheinland: Bonn (Venusberg), Köln (Kölnturm) - Rhein-Ruhr: Düsseldorf (Rheinturm), Gelsenkirchen-Scholven, Kleve (Bresserberg), Langenberg (Hordtberg), Viersen (Süchtelner Höhen) - Ruhrgebiet: Dortmund (Florianturm) - Münsterland: Ibbenbüren (Blomenkamp), Münster (Nottuln-Baumberge), Oelde (Mackenberg), Schöppingen - Ostwestfalen-Lippe: Bad Oeynhausen (P.Westf.-Wittekindsberg), Bielefeld (Hünenburg), Herford (Eggeberg), Höxter (Holzminden), Stemwede (Arrenkamp), Teutoburger Wald (Bielstein), Warburg, Willebadessen (Eggegebirge) - Südwestfalen: Arnsberg (Schlossberg), Biedenkopf (Sackpfeife), Ederkopf (Oberste Henn), Hallenberg (Bollerberg), Hochsauerland (Hunau), Lennestadt (Kuhhelle), Meschede, Nordhelle, Olsberg, Siegen (Giersberg) |

### Analoges Fernsehen (PAL)
Von diesem Standort wurden früher die folgenden Programme ausgestrahlt:
| Kanal | Frequenz (MHz) | Programm        | ERP (kW) | Sendediagramm rund (ND)/ gerichtet (D) | Polarisation horizontal (H)/ vertikal (V) |
| ----- | -------------- | --------------- | -------- | -------------------------------------- | ----------------------------------------- |
| 6     | 182,25         | Das Erste (WDR) | 1,17     | D (255°–65°)                           | H                                         |

Der Sender Wuppertal-Königshöhe war ein Umsetzer des ARD Grundnetzsenders aus Langenberg und strahlte auch dessen Testbild („WDR1 LA9“ für ARD WDR 1 Kanal 9 Sender Langenberg) aus. Er diente hauptsächlich dazu, die Ortslagen von Elberfeld zu versorgen, die von Langenberg abgeschottet waren und diesen daher nur mit Reflexionen empfangen konnten.
Darüber hinaus war die Inbetriebnahme des Kanals 8 mit einer Sendeleistung von 1 kW für den Privatsender VOX geplant, diese fand jedoch nicht mehr statt.